# 巴蔓子
巴蔓子（？—？），巴国忠州（今重庆市忠县）人，东周末期（大约战国中期）任巴国将军。

## 生平
周朝末年，巴国发生内乱。巴国将军巴蔓子请求楚国出兵协助，并许诺以割让三个城池作为楚国出兵协助的代价作为谢礼。楚王派兵救巴，巴国内乱平息，楚国使者向巴王请求割让城池。巴蔓子说：“凭借楚国的能力帮助我们克服了困难，我们确实许诺过割让给楚王城池，请将我的头颅献与楚王以示感谢（谢罪），城池不能割让。”并自刎，巴王将巴蔓子头颅给楚国使者带回楚国。楚王叹息：“如果我得到了巴蔓子这样的大臣，要城来有什么用！”并以上卿的礼节厚葬其头颅。巴国也以上卿的礼节厚葬其身躯。

## 纪念
巴蔓子墓位于重庆七星岗莲花池渝海大厦。现存墓碑为民国初荣县但懋辛题，曰“东周巴将军蔓子之墓”，始建年代已不可考，历代皆有所修葺。现存巴蔓子墓重建于1922年。 
巴蔓子生于东周末年的临江城（今忠县）。巴蔓子为保城池而自刎，后人念其忠诚，改临江为忠州。巴蔓子刎首留城处的古城墙位于县城东门，现依然可见。
现重庆巴县双忠祠上有对联：“国士无双双国士；忠臣不二二忠臣”。双国士即指巴蔓子将军和秦良玉。秦良玉，明朝四川忠县人，明朝末期著名的抗清女将军。